# Sandro Sukno
Sandro Sukno (Dubrovnik, 1990. június 30. –) olimpiai bajnok (2012), világbajnok (2017) és Európa-bajnok (2010) horvát vízilabdázó, a Pro Recco támadója. 2013-ban Aleksandar Ivović-csal a világbajnokság gólkirálya volt. Apja, Goran Sukno (született: 1959), szintén olimpiai bajnok (1984) vízilabdázó.
A 2018-ban szívműtéten esett át. 2019 májusában bejelentette, hogy az egészségi állapota miatt kockázatos lenne számára az élsport folytatása, ezért visszavonul.
2021 nyarán a BL címvédő Pro Recco vezetőedzője lett.